# Хаманджия
Хаманджия (рум. Hamangia) — археологическая культура эпохи среднего неолита, распространённая в историческом регионе Добруджа на территории Румынии и Болгарии до правого берега Дуная в Мунтении и на юге. Название происходит от села Бая-Хаманджия, где был обнаружен один из археологических памятников.

## Происхождение
По одной из версий, культура Хаманджия связана с неолитизацией населения дельты Дуная и Добруджи. Она включает элементы прежних культур Винча, Дудешть и Караново III, однако основана на автохтонном населении охотников-собирателей. По другой, культура Хаманджия происходила от культуры импрессо.
Потомками культуры Хаманджия являются культуры Гумельница, Боян и Варна позднего энеолита без разрыва традиции.

## Антропологический тип
Антропологический состав погребений могильника Чернавода имеет смешанный характер и включает как грацильный средиземноморский компонент, так и массивный протоевропеоидный. Носители первого продвигались с Балкан на северо-восток, а второго — в обратном направлении из степной зоны.

## Хронология
П. Хасотти (P. Hasotti) разделил культуру Хаманджия на 3 этапа. Культура возникла в середине 6 тыс. до н. э.

## Керамика
Типичная керамика — окрашенные сосуды со сложными геометрическими узорами, основанными на спиральных мотивах. Распространены горшки и широкие чаши.

## Статуэтки
Керамические статуэтки обычно сильно стилизованы и изображают стоящих обнажённых женщин с преувеличенной грудью и ягодицами. Две фигурки, известные как «Мыслитель» и «Сидящая женщина» считаются шедеврами неолитического искусства. Они хранятся в Констанце, в Музее национальной истории и археологии.
Статуэтки культуры Хаманджия обнаруживают сходство со статуэтками раннекикладской культуры.

## Поселения
Поселения состоят из прямоугольных домов-мазанок с одним или двумя помещениями, иногда с каменными фундаментами (Дуранкулак). Обычно дома ранжированы по прямоугольной сетке, их руины могут образовывать небольшие курганы. Поселения расположены вдоль побережья, на берегах озёр, на террасах низин или средних частей рек, иногда в пещерах.
К культуре Хаманджия (точнее, к её этапу Хаманджия IV) относится и средний период существования (4700—4500 гг. до н. ) одного из первых городских поселений в Европе — раскапываемого с 2005 г. городища Провадия-Солницата. Это поселение представляло собой крупный центр производства поваренной соли; на поселении обнаружены остатки двухэтажных домов, культовых сооружений и мощных стен, воздвигнутых в рассматриваемый период для защиты запасов соли от посягательств врагов.

## Погребение
Обнаружены погребения как в скорченном, так и в выпрямленном положении. Среди погребальных даров этапа Хаманджия I обычно отсутствует керамика, однако есть кремнёвые изделия, обработанные раковины, костяные орудия и украшения из раковин.

## Важные памятники
- Чернаводэ, некрополь, где обнаружены знаменитые статуэтки «мыслитель» и «сидящая женщина»
- эпонимный памятник Бая-Хаманджия, открытый в 1953 г. у озера Головица невдалеке от черноморского побережья в румынском регионе Северная Добруджа.

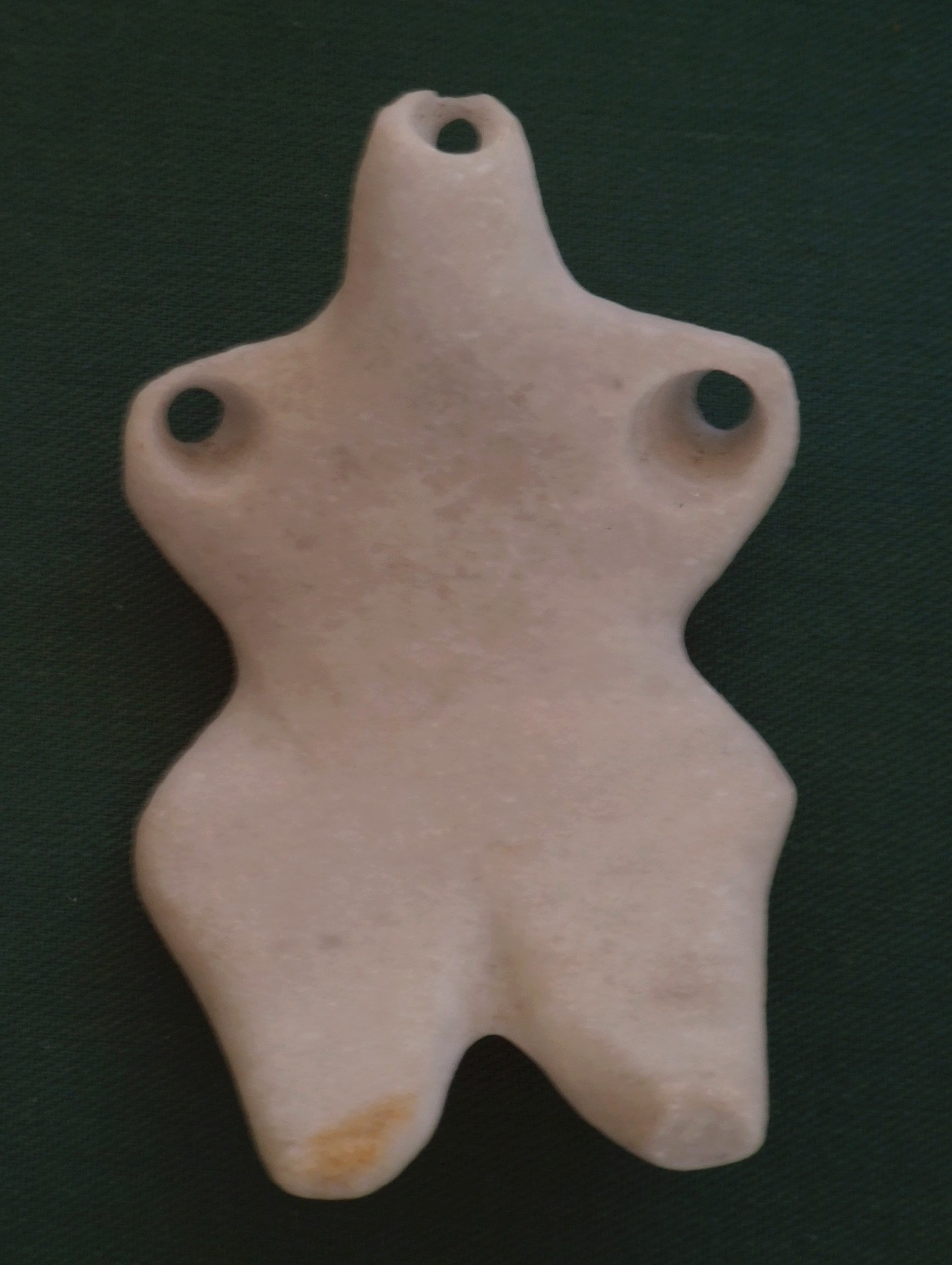
Сидящая женщина из Чернаводэ
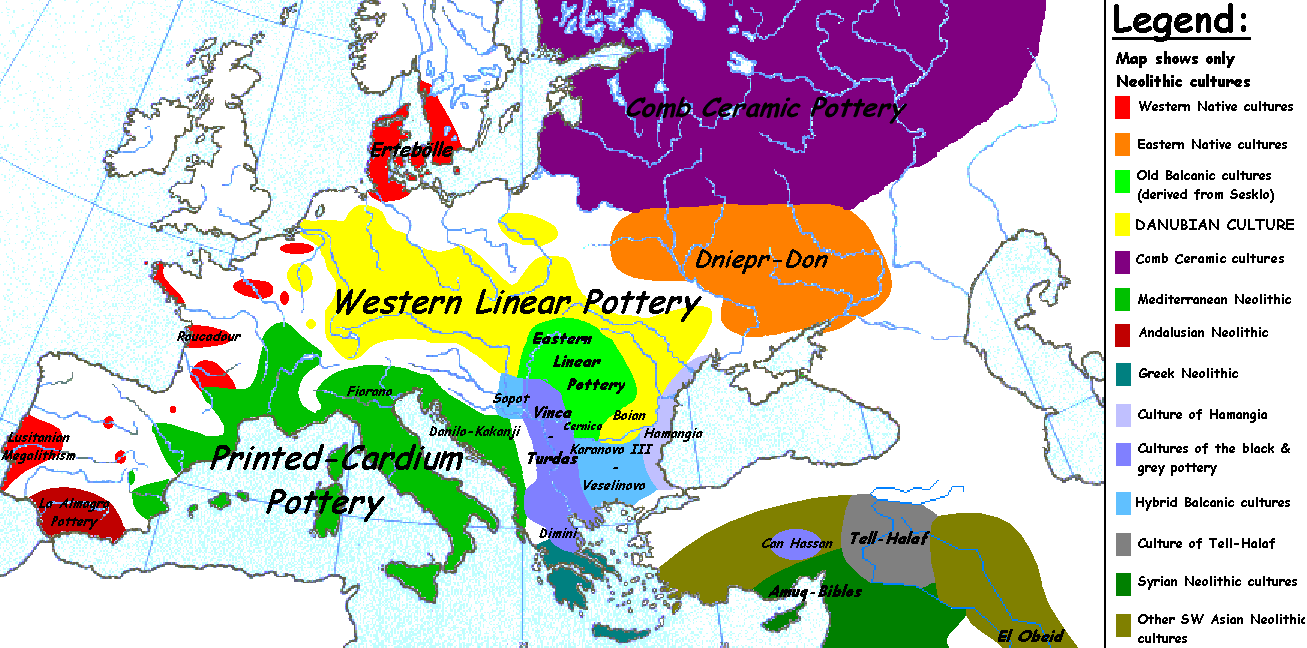
Хаманджия (сиреневая) на карте Европы
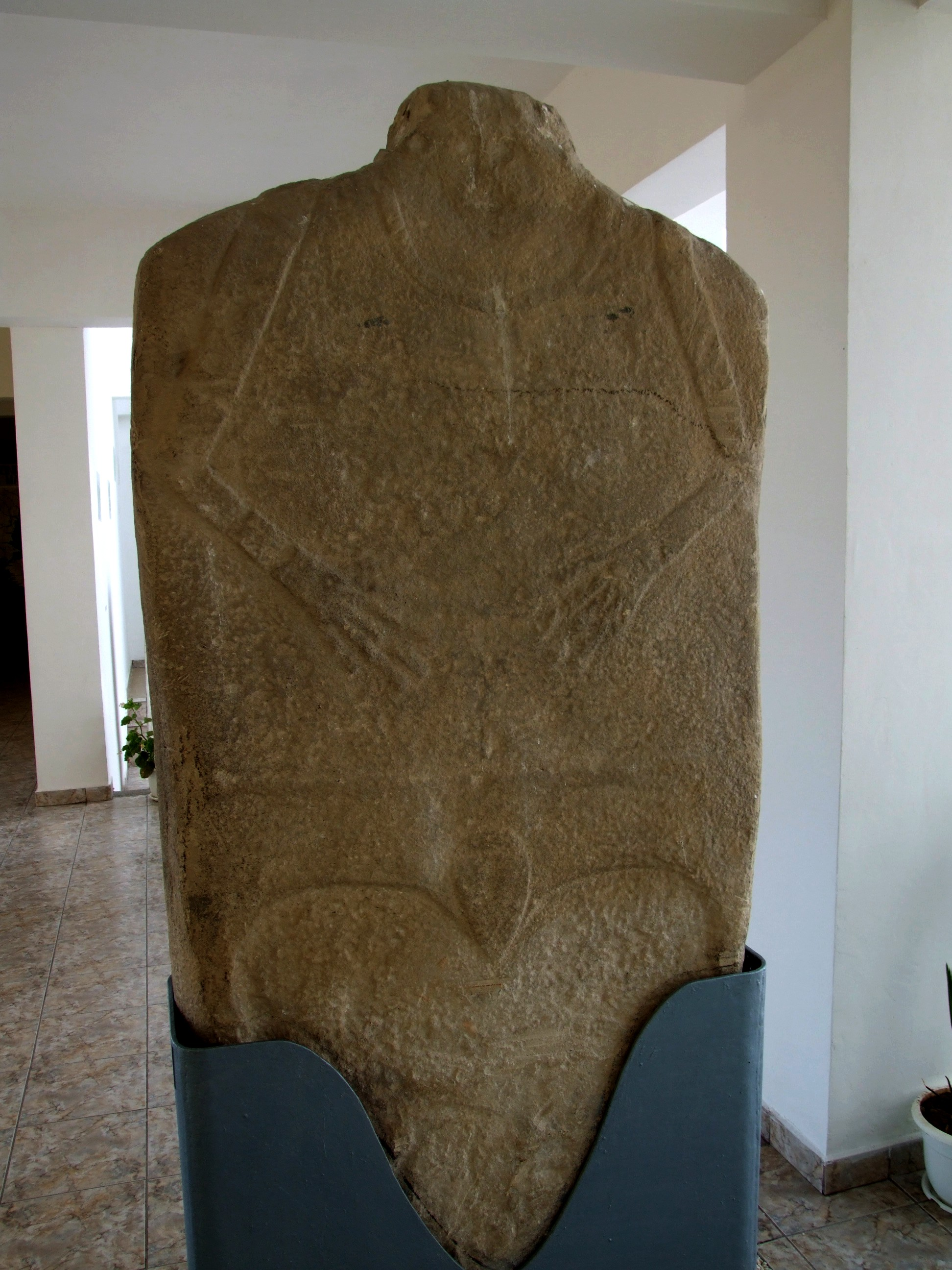
Менгир из Бая-Хаманджии, выставленный в Музее Истрии